# Les Châteliers
Les Châteliers es una comuna nueva francesa situada en el departamento de Deux-Sèvres, de la región de Nueva Aquitania.

## Historia
Fue creada el 1 de enero de 2019, en aplicación de una resolución del prefecto de Deux-Sèvres de 9 de noviembre de 2018 con la unión de las comunas de Chantecorps y Coutières, pasando a estar el ayuntamiento en la antigua comuna de Coutières.

## Demografía
Según los datos aportados en la resolución del prefecto de Deux-Sèvres, la comuna se crea con 519 habitantes.

## Composición
| Comuna fusionada | Código INSEE | Población (2016) | Superficie (km²) | Densidad (hab./km²) |
| ---------------- | ------------ | ---------------- | ---------------- | ------------------- |
| Chantecorps      | 79068        | 322              | 19.1             | 17                  |
| Coutières        | 79105        | 175              | 7.32             | 24                  |